# Claudio Gugerotti
Claudio Gugerotti (né le 7 octobre 1955 à Vérone) est un prélat catholique italien et un diplomate au service du Saint-Siège.
Le 21 novembre 2022, le pape François le nomme préfet de la Congrégation pour les Églises orientales.

## Biographie
Claudio Gugerotti est né à Vérone, en Italie, le 7 octobre 1955. Il rejoint la Pieuse Société de Don Nicola Mazza et est ordonné prêtre pour le diocèse de Vérone le 29 mai 1982. Il obtient des diplômes en langues et littérature orientales et en liturgie sacrée. Il enseigne la patristique à l'Institut théologique San Zeno de Vérone de 1981 à 1984, et la théologie et la liturgie orientale à l'Institut d'études œcuméniques de Vérone de 1982 à 1985. En 1985, il rejoint la Curie romaine, travaillant à la Congrégation pour les Églises orientales, dont il devient le sous-secrétaire le 17 décembre 1997. Il enseigne également la patristique ainsi que la langue et la littérature arméniennes à l'Institut pontifical oriental. 
Le 7 décembre 2001, le pape Jean-Paul II le nomme nonce apostolique en Géorgie (en) et en Arménie (en), ainsi qu'archevêque titulaire de Ravello. Il est également nommé nonce apostolique en Azerbaïdjan (en) le 13 décembre. Il reçoit sa consécration épiscopale des mains de Jean-Paul II le 6 janvier 2002.
Le 15 juillet 2011, Benoît XVI le nomme nonce apostolique en Biélorussie (en).
Le 13 novembre 2015, le pape François le nomme nonce apostolique en Ukraine (en). 
Le 4 juillet 2020, le pape François le nomme nonce apostolique en Grande-Bretagne.
Le 21 novembre 2022, le pape François le nomme préfet de la Congrégation pour les Églises orientales,.
Le 9 juillet 2023, le pape François annonce qu'il sera créé cardinal le 30 septembre 2023. A cette occasion il reçoit le titre de cardinal-diacre des Santi Ambrogio e Carlo.
Il est considéré comme un papabile modérément progressiste par la revue géopolitique Le Grand Continent pour le conclave de 2025, et serait une alternative crédible à la candidature du cardinal Parolin qui pourrait être jugée trop voyante.

## Succession apostolique
Claudio Gugerotti a ordonné les évêques suivants:
- Évêque Aleh Butkevič (it) (2014)
- Évêque Aljaksandr Jašėŭski (de), S.D.B. (2015)
- Évêque Vitaliy Kryvytskyi (en), S.D.B. (2017)
- Évêque Oleksandr Yazlovetskiy (en) (2019)
- Évêque Mykola Luchok (en), O.P. (2019)
- Évêque Pavlo Honcharuk (en) (2020)
- Évêque Hanna Jallouf (en), O.F.M. (2023)
- Évêque Filippo Ciampanelli (it) (2025)